# Wilhelm Keitel

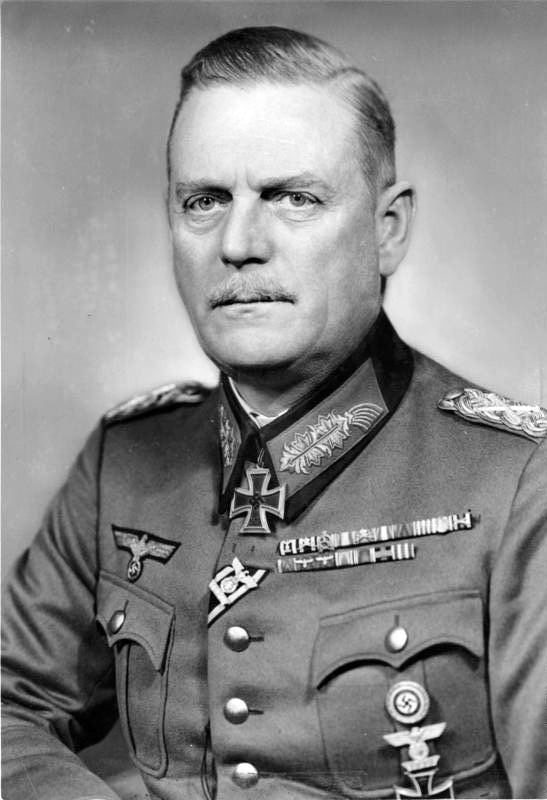
Wilhelm Keitel als Generalfeldmarschall, 1942

Wilhelm Bodewin Johann Gustav Keitel (* 22. September 1882 in Helmscherode; † 16. Oktober 1946 in Nürnberg) war ein deutscher Heeresoffizier (ab 1940 Generalfeldmarschall) und von 1938 bis 1945 Chef des Oberkommandos der Wehrmacht.
Er gehörte zu den 24 im Nürnberger Prozess gegen die Hauptkriegsverbrecher vor dem Internationalen Militärgerichtshof angeklagten Personen, wurde am 1. Oktober 1946 in allen vier Anklagepunkten schuldig gesprochen, zum Tod durch den Strang verurteilt und mit neun weiteren Verurteilten am 16. Oktober 1946 in Nürnberg hingerichtet.

## Leben

### Kaiserreich und Erster Weltkrieg
Wilhelm Keitel war der älteste Sohn des Gutsbesitzers Carl Keitel (1854–1934) aus Helmscherode am Harz und dessen Frau Apollonia geb. Vissering (1857–1889), Tochter des Landwirts und Reichstagsmitglieds Friedrich Vissering (1826–1885). Seine Kindheit verbrachte er auf dem Familiengut. Die Mutter starb 1889 nach der Geburt des jüngeren Bruders Bodewin, eines späteren Generals der Infanterie, am Kindbettfieber. Keitel erhielt zunächst Hausunterricht und besuchte später das Humanistische Gymnasium in Göttingen, das heutige Max-Planck-Gymnasium. Seine schulischen Leistungen hielten sich im Klassendurchschnitt. Genau wie sein Vater wollte Keitel Landwirt werden, was aber nicht möglich war, weil der Vater das Gut weiterhin selbst bewirtschaften wollte. Daher trat er nach dem Abitur 1901 in die preußische Armee ein, wie es bei Gutsbesitzersöhnen üblich war. Aus Standes- und Kostengründen entschied sich Keitel gegen die Kavallerie und für den Dienst bei der berittenen Feldartillerie.
Einige Historiker gehen auf die Prägung Keitels durch seine Herkunft ein. Samuel W. Mitcham und Gene Mueller rechnen sein loyales und gehorsames Verhalten gegenüber der Obrigkeit zu den Erfahrungen der Jugendjahre. Die Beschreibung als „typisch preußischer Junker“, die in der älteren Forschung verbreitet war, wird dagegen abgelehnt, weil er aus einer hannoverschen Familie stammte, die der preußischen Uniform eher kritisch gegenüberstand.
Am 18. April 1909 heiratete Keitel Lisa Fontaine (1887–1958), Tochter von Anna und Armand Fontaine, der in Hannover das Rittergut Wülfel und die Brauerei Wülfel besaß. Aus der Ehe gingen sechs Kinder hervor, von denen eines früh starb. In einigen biografischen Darstellungen wird Lisa Keitel als ihrem Ehemann überlegen geschildert. Sie habe einen entscheidenden Einfluss auf den Verlauf der Karriere ihres Mannes genommen, denn bis zum Ersten Weltkrieg und auch später gab Keitel seinen Wunschtraum, Landwirt auf dem Familiengut zu werden, nicht auf. Nach dem Tod seines Vaters am 10. Mai 1934 reichte er ein Rücktrittsgesuch beim Chef der Heeresleitung, General Werner Freiherr von Fritsch, ein. Seine Entscheidung, doch beim Militär zu bleiben, wurde nicht nur von einer in Aussicht gestellten Beförderung, sondern auch vom Wunsch seiner Ehefrau, lieber die Frau eines Offiziers als die eines Landwirtes zu sein, entscheidend beeinflusst.
Keitel begann seine militärische Laufbahn als Fahnenjunker im Niedersächsischen Feldartillerie-Regiment Nr. 46 in Wolfenbüttel. Ein Jahr später erfolgte die turnusgemäße Ernennung zum Leutnant. Ab 1908 wurde er als Regimentsadjutant eingesetzt und 1910 zum Oberleutnant befördert. Gleich am Anfang des Ersten Weltkriegs verletzte ein Granatsplitter seinen rechten Unterarm. Wieder genesen kehrte er als Hauptmann und Batterieführer zu seinem Regiment zurück. 1914 lernte er Major Werner von Blomberg kennen, der seine spätere berufliche Laufbahn stark beeinflusste. Im Frühjahr 1915 wechselte Keitel ohne die bis dahin übliche Ausbildung in den Generalstab. 1916 wurde er Erster Generalstabsoffizier (Ia) der 19. Reserve-Division, 1918 dann Ia des Marinekorps Flandern. Zum Einsatz kam er in den Schlachten von Namur, an der Marne, in den Vogesen, vorübergehend an der Ostfront, dann wieder bei Verdun und schließlich in Flandern. Insgesamt erhielt er während des Krieges zwölf Auszeichnungen, unter anderem das Ritterkreuz des Königlichen Hausordens von Hohenzollern mit Schwertern.

### Weimarer Republik
Auch nach Kriegsende blieb Keitel beim Militär. Er wurde in die Reichswehr der Weimarer Republik übernommen und zunächst Taktiklehrer an der Kavallerieschule in Hannover. Drei Jahre später folgte die Versetzung zum Stab des 6. (Preußischen) Artillerie-Regiments. 1923 stieg er zum Major auf, von 1925 bis 1927 war er Gruppenleiter in der Heeres-Organisationsabteilung (T 2) im Truppenamt. 1927 wurde Keitel zum Kommandeur der II. Abteilung des 6. (Preußischen) Artillerie-Regiments ernannt und 1929 zum Oberstleutnant befördert. Von Oktober 1929 bis Oktober 1933 war er wiederum im Reichswehrministerium eingesetzt, diesmal als Abteilungschef „T 2“. Dabei beteiligte er sich an dem illegalen Ausbau der Reichswehr, mit dem im Falle eines nationalen Notstandes die Möglichkeit einer Vergrößerung der Armee von 10 auf 30 Divisionen bestand. 1931 reiste Keitel mindestens einmal in die Sowjetunion, um dort geheime Ausbildungslager der Reichswehr zu inspizieren.
Mueller beschreibt ihn als gewissenhaften und fleißigen Stabsarbeiter, was auch auf Kosten seiner Gesundheit ging und 1933 zu einer Krankheit und Beurlaubung führte. Während seines Aufenthalts in einem tschechoslowakischen Sanatorium in der Hohen Tatra fand die sogenannte Machtergreifung durch Adolf Hitler in Deutschland statt.

### Zeit des Nationalsozialismus

#### Vorkriegszeit und Aufstieg zum Chef des OKW
Im Oktober 1933 kehrte Keitel als Artillerieführer III und stellvertretender Kommandeur der 3. Division in den Truppendienst zurück. Obwohl man von Offizieren der Reichswehr offiziell politische Neutralität verlangte, sympathisierte er erkennbar mit Hitler und dem nationalsozialistischen Gedankengut. Von seiner ersten Begegnung mit Hitler im Juli 1933 und dessen Rede auf dem Tempelhofer Feld in Berlin war Keitel sehr beeindruckt. Im April 1939 erhielt er das Goldene Parteiabzeichen der NSDAP, die daraus eigentlich resultierende Aufnahme in die Partei erfolgte erst, als Keitel diese 1944 beantragte und rückwirkend zum 1. März 1939 aufgenommen wurde (Mitgliedsnummer 7.039.699).
Am 1. März 1934 wurde Keitel zum Generalmajor ernannt und im Oktober 1934 als Infanterieführer VI und Kommandant von Bremen mit der Aufstellung der 22. Infanterie-Division beauftragt. Ab dem 1. Oktober 1935 war er Chef des Wehrmachtamts im Reichskriegsministerium. Diesen Posten erhielt er auf Betreiben von General Ludwig Beck, dem Chef des Generalstabs des Heeres, der sich damit gegen Reichswehrminister Blomberg durchsetzen konnte. Im neuen Amt versuchte Keitel, die Koordinierung zwischen Heer, Kriegsmarine und Luftwaffe durch einen gemeinsamen Führungsstab zu verbessern. Dieser Plan scheiterte aber am Widerstand der Generäle. Am 1. Januar 1936 wurde er zum Generalleutnant und am 1. August 1937 zum General der Artillerie befördert.

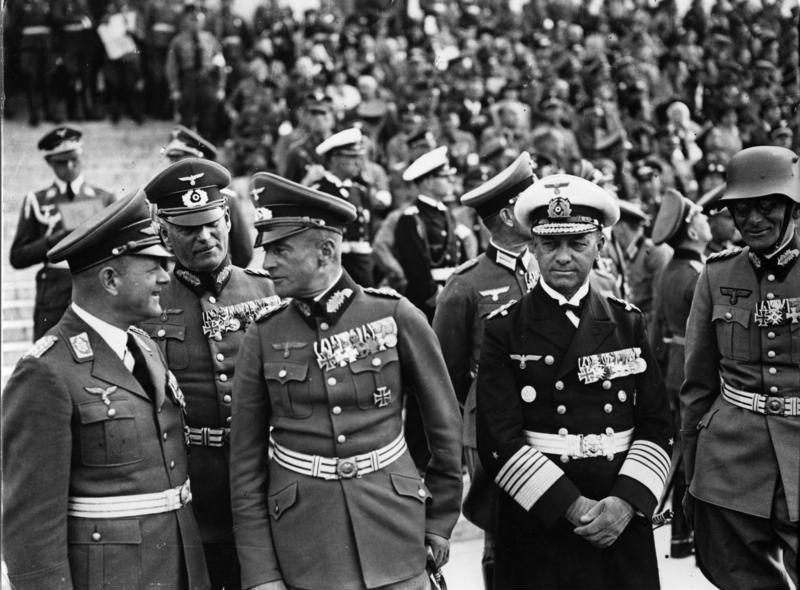
General der Flieger Milch, General der Artillerie Keitel, Generaloberst von Brauchitsch, Generaladmiral Raeder und General der Kavallerie Freiherr von Weichs während des „Tags der Wehrmacht“ auf dem Reichsparteitag, September 1938

Nach der Blomberg-Fritsch-Krise und der damit verbundenen Veränderung der Kommandostruktur der Wehrmacht, wie die Reichswehr seit 1935 offiziell hieß, berief man ihn zum Chef des Oberkommandos der Wehrmacht (OKW). Diese Dienststelle war im selben Jahr neu eingerichtet worden und ersetzte das Amt des Reichskriegsministers, das Hitler pro forma selbst übernahm. Die Neuorganisation der militärischen Führung hatte Keitel selbst monatelang gemeinsam mit dem damaligen Oberst Alfred Jodl ausgearbeitet, mit dem er auch in Zukunft eng kooperieren sollte. Er selbst war als Chef des OKW direkt Hitler unterstellt. Während die operativen Aufgaben der Kriegführung vom Wehrmachtführungsstab unter Alfred Jodl besorgt wurden, lagen in Keitels Verantwortung die Bereitstellung von Soldaten und Kriegsgerät, die Spionage, die Versorgung der Kriegsgefangenen und Verwundeten sowie die Verwaltung der Wehrmacht und des Heeresgebietes, in dem sie tätig war. Er gab die Befehle Hitlers weiter und hielt während der gesamten Dauer des Zweiten Weltkrieges die Verbindung zwischen Hitler und seinen Generälen aufrecht.

#### Zweiter Weltkrieg

##### Militärische Operationen

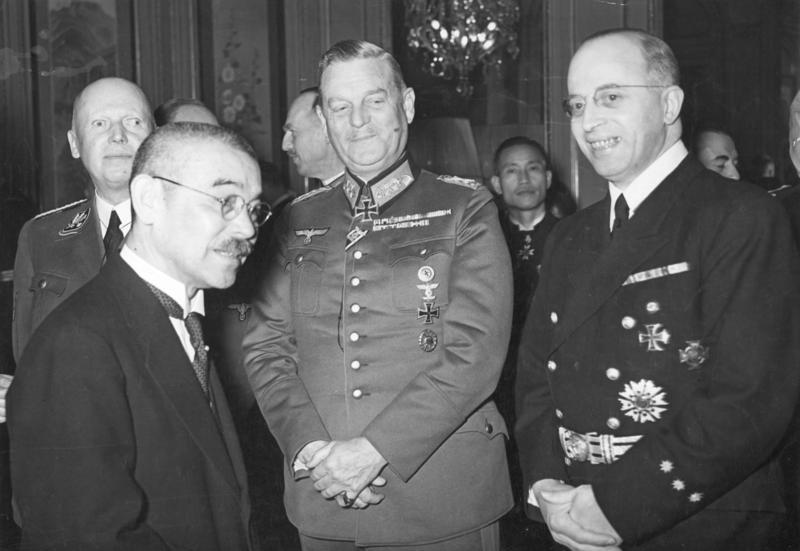
Keitel (Mitte) im Gespräch mit dem japanischen Außenminister Yōsuke Matsuoka (links) und Heinrich Georg Stahmer in Berlin am 28. März 1941

Im Zweiten Weltkrieg war Keitel als Chef des OKW in alle zentralen militärischen Entscheidungsprozesse eingebunden, agierte aber hauptsächlich als Hitlers Erfüllungsgehilfe: Initiativen zur Änderung der Strategie gingen von ihm nicht aus. Hitler sagte nach dem schnellen Sieg im Westen (Westfeldzug Mai/Juni 1940) bzw. nach dem Waffenstillstandsgesuch Frankreichs zu Keitel: „Jetzt haben wir gezeigt, wozu wir fähig sind. Glauben Sie mir, Keitel, ein Feldzug gegen Rußland wäre dagegen ein Sandkastenspiel.“ Am 19. Juli 1940 ernannte Hitler Keitel – und gleichzeitig elf weitere Generäle – zum Generalfeldmarschall. Keitel sah es fortan nur noch als seine Aufgabe an, Hitlers Entscheidungen bedingungslos zu unterstützen oder ihm zuzuarbeiten, so zum Beispiel beim sogenannten Kommissarbefehl vom 6. Juni 1941.
In der Forschung wird seine Dienstbeflissenheit und Willfährigkeit gegenüber Hitler hervorgehoben. Keitel prägte nach der Eroberung der Benelux-Staaten und Frankreichs den Begriff „Größter Feldherr aller Zeiten“ für Hitler, der nach Stalingrad als Gröfaz verulkt wurde. (Originalzitat: „Mein Führer, Sie sind der größte Feldherr aller Zeiten“, ausgesprochen am 17. Juni 1940, nachdem das französische Waffenstillstandsgesuch in Hitlers Hauptquartier eingetroffen war.) Von seinen Kameraden wurde Keitel als „Ja-Sager“ bezeichnet; nach Gene Mueller hatte es fatale Folgen für andere Generäle, wenn sie eine abweichende Meinung vertraten. Im Offizierskorps genoss er deshalb nur wenig Respekt und hatte den Spitznamen „Lakaitel“.
Hitler belohnte Keitels Loyalität 1942 mit einer Bardotation in Höhe von 250.000 Reichsmark sowie im Oktober 1944 mit 246 Hektar Waldbesitz in Lamspringe im Wert von 739.340 Reichsmark.
Im Sommer 1942 blieb auch die zweite Offensive gegen die Sowjetunion stecken (Fall Blau). Diesmal hatte die Wehrmacht versucht, die Ölfelder im Kaukasus zu erobern. Damit schwanden die deutsche Siegesaussichten erheblich. Im Hauptquartier im ukrainischen Winnyzja kam es am 18. September 1942 zu einer Aussprache mit Hitler, der seiner Wut und seiner Enttäuschung freien Lauf ließ. Keitel fürchtete, für den Misserfolg mitverantwortlich gemacht und entlassen zu werden. Um seine Position zu retten, versuchte er die Schuld auf Jodl abzuwälzen und betrieb dessen Ablösung. So bezichtigte er diesen der Illoyalität Hitler gegenüber:

„Mein Führer, ich darf das noch ergänzen insofern: Er war vor allen Dingen nicht berechtigt, einen Befehl von Ihnen in der Form rückgängig zu machen, daß er mir meldet: Der Befehl wird nicht ausgeführt. Da bin ich dabei gewesen.“

Hitler entschied, dass Jodl nach der Eroberung Stalingrads durch General Friedrich Paulus ersetzt werden sollte, wozu es aufgrund der deutschen Niederlage in der Schlacht von Stalingrad jedoch nicht mehr kam.

##### Verantwortung für Kriegsverbrechen
Als Chef des OKW war es Keitels Aufgabe, Hitlers teils völkerrechtswidrigen Weisungen mit seiner Unterschrift Befehlskraft zu verleihen.
Die Anweisungen zur Ausrottung der polnischen Eliten trug er widerspruchslos mit und verteidigte sie gegenüber Kritikern. So erklärte er am 12. September 1939 gegenüber dem über die Massenerschießungen entsetzten Admiral Wilhelm Canaris, die Sache sei bereits vom Führer entschieden, der dem Oberkommando des Heeres klargemacht habe, dass, wenn die Wehrmacht hiermit nichts zu tun haben wolle, sie es auch hinnehmen müsse, dass SS und Gestapo neben ihr in Erscheinung treten. Es würden daher in jedem Militärbezirk neben den Militär- auch Zivil-Befehlshaber eingesetzt werden, letzteren würde eben die ‚Volkstums-Ausrottung‘ zufallen.
Nach dem deutschen Überfall auf die Sowjetunion befahl Keitel am 27. Juli 1941, das noch zu erobernde Gebiet dem Reichsführer SS zu unterstellen. Das war die Voraussetzung für die Massenerschießung Hunderttausender Juden, die die Einsatzgruppen der Sicherheitspolizei und des SD ab Sommer 1941 im rückwärtigen Heeresgebiet verübten.
Nach dem Balkanfeldzug und ersten Kampfhandlungen mit jugoslawischen Partisanengruppen gab Keitel am 16. September 1941 den Sühnebefehl für Serbien:

„Als Sühne für ein deutsches Soldatenleben muß in diesen Fällen im allgemeinen die Todesstrafe für 50 bis 100 Kommunisten als angemessen gelten.“

Im so genannten Banditenbekämpfungsbefehl vom 16. Dezember 1942 erklärte er im Zusammenhang mit dem Partisanenkrieg in Jugoslawien:

„Die Truppe ist daher berechtigt und verpflichtet, in diesem Kampf ohne Einschränkung auch gegen Frauen und Kinder jedes Mittel anzuwenden, wenn es nur zum Erfolg führt.“

An den Entscheidungsprozessen, die in Vorbereitung des Unternehmens Barbarossa zu den verbrecherischen Befehlen führten, war Keitel nicht beteiligt. Er unterzeichnete aber mehrere Befehle, die Massenmord und andere Verbrechen anordneten oder billigten. Dazu gehörten der Kommissarbefehl vom 6. Juni 1941 und der Nacht-und-Nebel-Erlass vom 7. Dezember 1941. Am 12. September 1941 wies er die Truppe in einem Geheimbefehl an:

„Der Kampf gegen den Bolschewismus verlangt ein rücksichtsloses und energisches Durchgreifen, vor allem auch gegen die Juden, die Hauptträger des Bolschewismus.“

Außerdem gab er Hitlers Durchhaltebefehle während und nach der Schlacht von Stalingrad ohne Bedenken weiter und verschrieb sich bedingungslos der Idee, die Kampfmoral der Truppe durch die Erziehung zum unbedingten Glauben an die „Genialität des Führers“ wieder aufzurichten.

##### Endphase des Krieges und Kapitulation der Wehrmacht

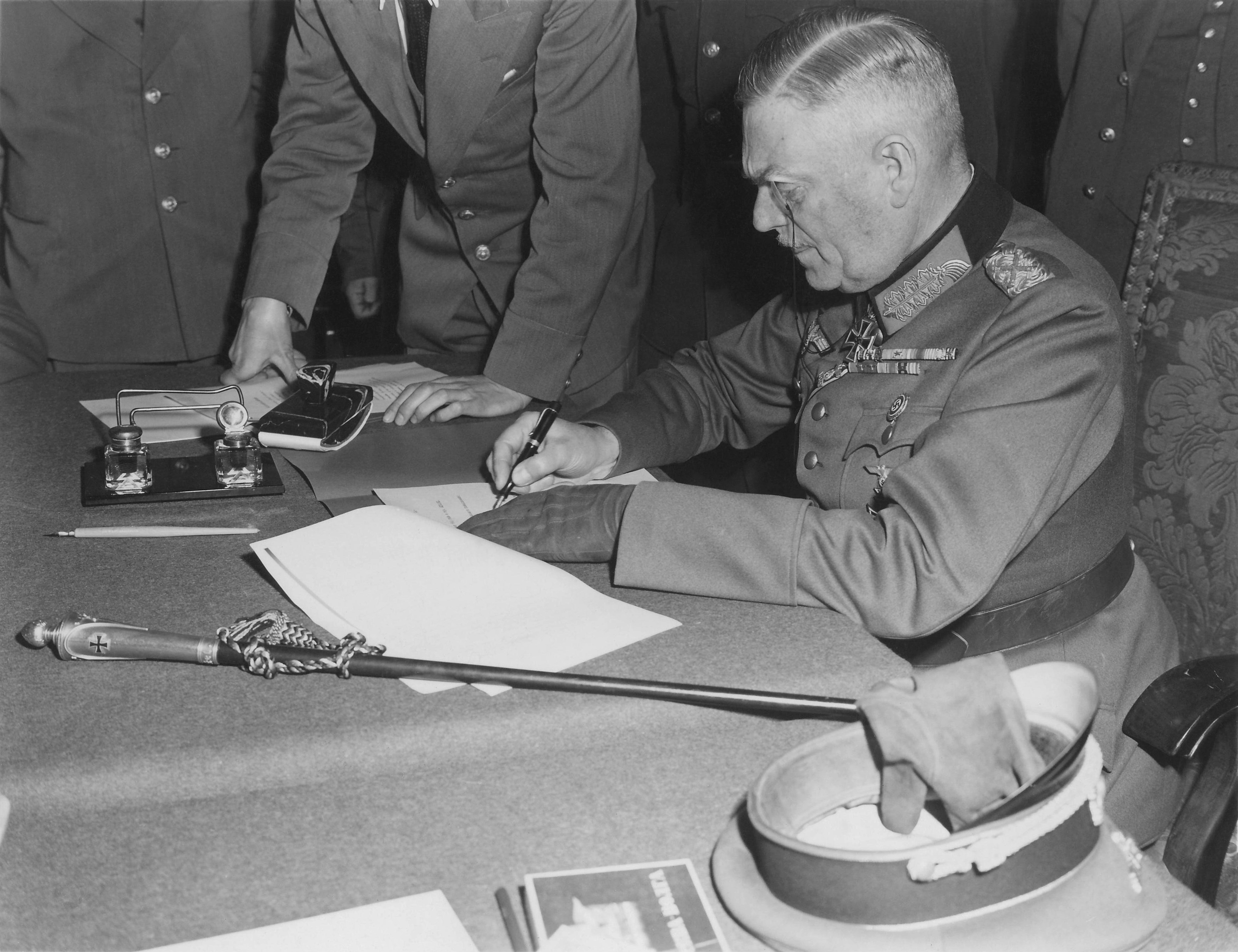
9. Mai 1945: Keitel unterzeichnet im sowjetischen Hauptquartier in Berlin-Karlshorst die bedingungslose Kapitulation der Wehrmacht

Bei dem Attentat vom 20. Juli 1944 in der Wolfschanze war Keitel während der Besprechung in der Lagebaracke anwesend. Er half danach dem nur leichtverletzten Hitler aus den Trümmern der Baracke. Anschließend gab er telefonische Befehle zur Verfolgung der Verschwörer aus. Er wurde anschließend Mitglied des sogenannten Ehrenhofs der Wehrmacht, der über die Ausstoßung von am Attentatsplan beteiligten Offizieren aus der Wehrmacht entschied, damit sie vom Volksgerichtshof abgeurteilt werden konnten.
Erst in den letzten Wochen des Krieges übernahm das OKW auch die Aufgaben der operativen Führung, die aber für den Verlauf der Ereignisse nicht mehr von großer Bedeutung waren. In der Nacht vom 8. auf den 9. Mai 1945 unterzeichnete Keitel zusammen mit Generaladmiral Hans-Georg von Friedeburg und Generaloberst Hans-Jürgen Stumpff im sowjetischen Hauptquartier in Berlin-Karlshorst die bedingungslose Kapitulation der Wehrmacht.
Der Ort der Unterzeichnung ist heute das Museum Berlin-Karlshorst. Der große Saal ist heute so hergerichtet wie zum Zeitpunkt der Unterzeichnung, und es gibt eine Dauerausstellung über den Zweiten Weltkrieg. Dort befinden sich auch die Kapitulationsdokumente als Faksimile mit den Unterschriften von Keitel, Hans-Georg von Friedeburg und Hans-Jürgen Stumpff.

### Verhaftung, Prozess, Verurteilung und Hinrichtung

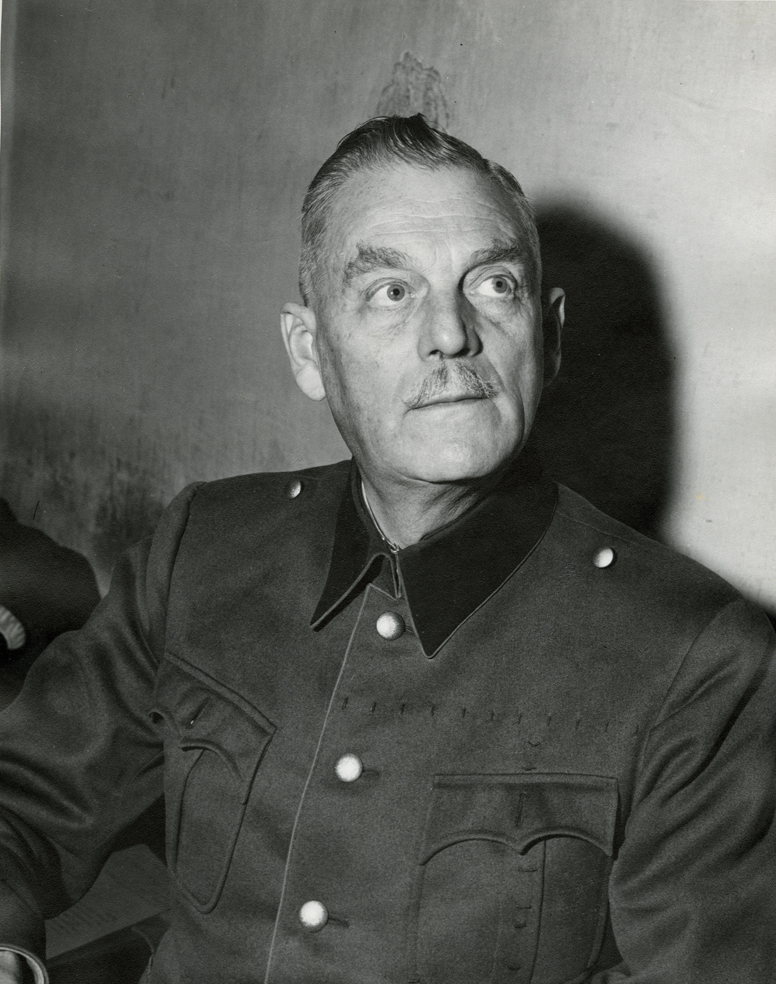
Wilhelm Keitel in seiner Nürnberger Gefängniszelle im November 1945

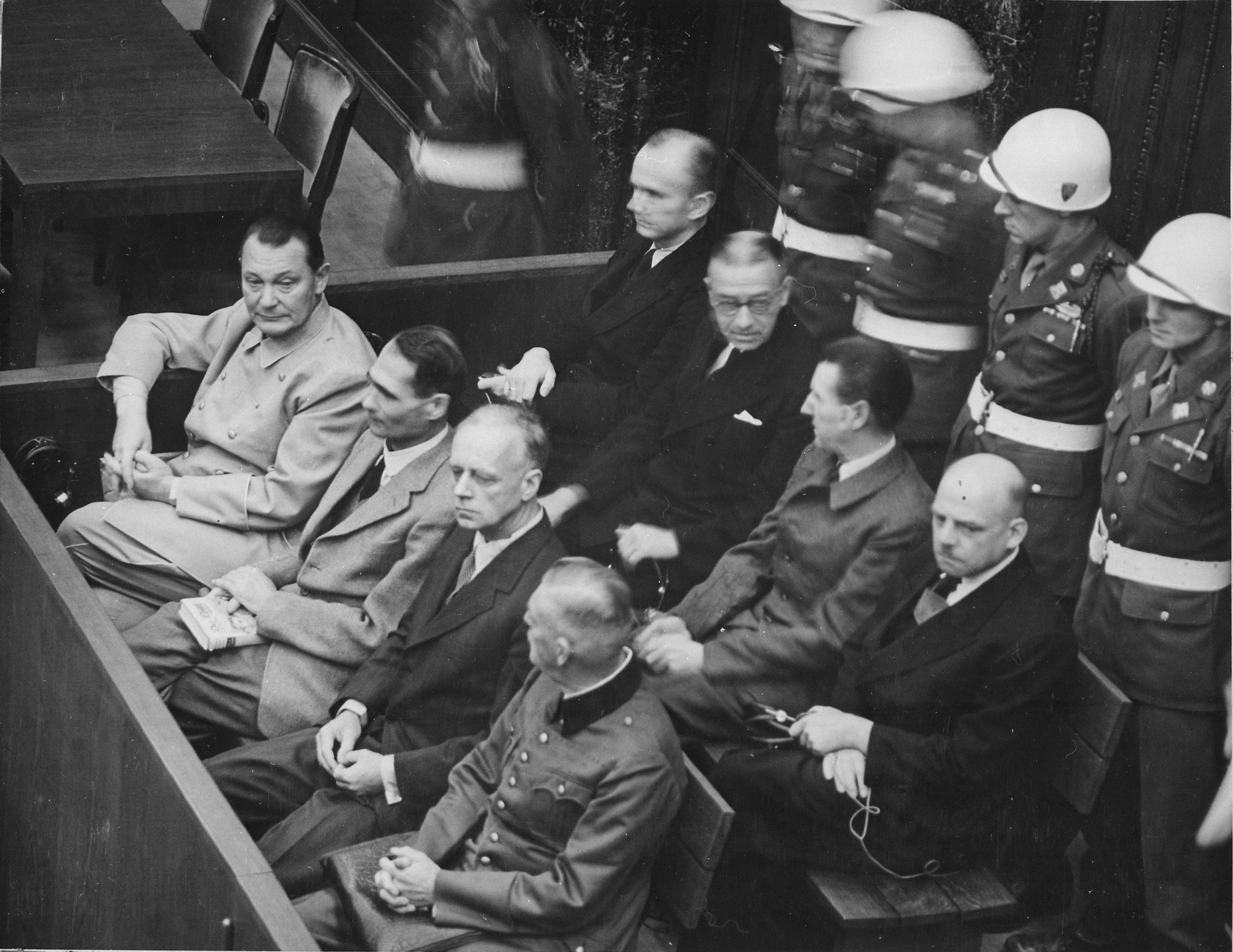
Acht der Angeklagten in Nürnberg
vordere Reihe v. l. n. r.: Göring, Heß, Ribbentrop, Keitel
dahinter: Dönitz, Raeder, Schirach, Sauckel

Am 13. Mai 1945 nahmen Soldaten der British Army Keitel in Flensburg fest. Sie brachten ihn, andere hochrangige Wehrmachtangehörige und Mitglieder der NSDAP-Hierarchie in das Kriegsgefangenenlager Nr. 32 (Camp Ashcan) im luxemburgischen Bad Mondorf. Keitel wurde im August 1945 nach Nürnberg gebracht. Während der Haft verfasste Keitel Memoiren, die 1998 unter dem Titel Mein Leben – Pflichterfüllung bis zum Untergang erschienen. Sie gelten als unzuverlässig und exkulpatorisch (Schuld von sich weisend).
Keitel und 23 andere wurden im Nürnberger Prozess angeklagt. Keitels Verteidiger war Otto Nelte. Die Richter befanden ihn in allen vier Anklagepunkten für schuldig, zu den folgenden Straftaten individuell beigetragen zu haben:
- Verschwörung zur Planung eines Angriffskrieges,
- Verbrechen gegen den Frieden durch Überfälle auf andere Länder
- Kriegsverbrechen wie den Kommandobefehl, den Kommissarbefehl, den Nacht-und-Nebel-Erlass, den Sühnebefehl vom 16. September 1941, die Ermordung von Kriegsgefangenen, Zwangsarbeit von Kriegsgefangenen und Zivilisten, Plünderung öffentlichen und privaten Eigentums (Rote Mappe), Ermordung der polnischen Elite u. a.
- Verbrechen gegen die Menschlichkeit.

Laut der Anklage war er für die Verstrickung der Wehrmacht als Institution in die verbrecherischen Aktionen des NS-Regimes besonders verantwortlich.
Am 1. Oktober 1946 wurde er zum Tod durch den Strang verurteilt. Am 16. Oktober 1946 wurde er mit neun weiteren zum Tod Verurteilten im Nürnberger Justizgefängnis hingerichtet. Er wurde um 1:19 Uhr am Schafott 2 gehängt, wobei es nicht zum Genickbruch kam, sondern der Tod erst um 1:33 Uhr durch Ersticken eintrat.
Der Leichnam wurde einen Tag später im Städtischen Krematorium auf dem Münchner Ostfriedhof eingeäschert und die Asche in den Wenzbach, einen Zufluss der Isar, gestreut.

## Militärische Laufbahn (Übersicht)
- 10. Oktober 1901: Anwärter
- 14. Oktober 1901: Fähnrich
- 18. August 1902: Leutnant
- 18. August 1910: Oberleutnant
- 8. Oktober 1914: Hauptmann
- 1. Juni 1923: Major
- 1. Februar 1929: Oberstleutnant
- 1. Oktober 1931: Oberst
- 1. April 1934: Generalmajor
- 1. Januar 1936: Generalleutnant
- 1. August 1937: General der Artillerie
- 1. November 1938: Generaloberst
- 19. Juli 1940: Generalfeldmarschall

## Archivalien
An Archivalien finden sich beispielsweise
- im Bundesarchiv ein umfangreicher Nachlass aus dem Besitz der Familie Keitel unter der Signatur BArch N 54 / Keitel, Wilhelm[31]
- in den Archiven der Russischen Föderation befinden sich einige Dokumente mit Bezug zu Keitel, welche nach Ende des Krieges nach Russland gebracht worden sind. Diese sind mittlerweile digitalisiert und können hier, hier und hier gefunden werden (Seite des Deutsch-Russischen Projekts zur Digitalisierung Deutscher Dokumente in Archiven der Russischen Föderation)

## Werke
- Generalfeldmarschall Keitel – Verbrecher oder Offizier? Erinnerungen, Briefe, Dokumente des Chefs OKW. Hrsg.: Walter Görlitz. Muster-Schmidt, Göttingen / West-Berlin / Frankfurt am Main 1961, DNB 573493642 (posthum).
- Mein Leben – Pflichterfüllung bis zum Untergang. Hitlers Generalfeldmarschall und Chef des Oberkommandos der Wehrmacht in Selbstzeugnissen. Hrsg.: Werner Maser. Edition q, Berlin 1998, ISBN 3-86124-353-9 (posthum).
- Keitel in Nürnberg. Stellungnahme des Generalfeldmarschalls und Chefs des Oberkommandos der Wehrmacht zu verschiedenen Anklagepunkten im Nürnberger Prozess. Hrsg.: Hans-Joachim Keitel. Verlag Bublies, Beltheim 2002, ISBN 3-926584-90-4 (posthum).